# Eurhynchium striatulum
Eurhynchium striatulum là một loài Rêu trong họ Brachytheciaceae. Loài này được (Spruce) Schimp. mô tả khoa học đầu tiên năm 1854.